# ゴブリン (漫画家)
ゴブリン（1961年5月20日 - ）は、日本の漫画家。東京都出身。主に成人向け漫画を描いている。旧ペンネームは「ゴブリン森口」。本名は「森口 哲也（もりぐち てつや）」。

## 人物
19歳の頃から漫画を描き続け、漫画家になる。前田俊夫を師匠に持ち、劇画調の漫画を執筆している。ペンネームの由来は「（自分が）小さくて醜いから」。
学生時代は格闘技（柔道と空手）と音楽に打ち込み、後の作風の下地を作った。卒業後は中国拳法も学んだという。
デビュー後から現在にかけて主に成年漫画誌で活躍し、閑期は前田俊夫のアシスタントで糊口を凌いでいた。しかし近年において生活苦で、自身の単行本のあとがきで愚痴をこぼすことが多い。また、漫画の掲載依頼も無くなってしまったために、“元”漫画家と自虐的なコメントも残している。
2007年9月からマネージメント担当の女性が付き、活動の場を同人誌に移す。同担当とブログを開いて未出版作品を発表するなど精力的であったが、2008年6月をもって再び活動を停止、ブログも閉鎖された。
なお、この間に自身の最高傑作であると主張する『仁王』を出版するかどうかで悶着があったが、2008年1月12日からTDSにてダウンロード販売に着手。これを皮切りに、DLsite.comでもダウンロード販売を開始した。しかしそれと同時に前田俊夫のアシスタントを卒業し、収入がいっそう狭まってしまう。
2008年末、積年の生活苦がついに臨界点を越え、生活保護を受給するに至った。

## 作風
前述のように劇画調の筆致を得意とする。ジャンルはギャグ漫画からスポーツ漫画まで多岐にわたるが、成人向けの作品が多い。エロ漫画誌に度々掲載されていた4コマ漫画では、自身の困窮生活や生い立ち、趣味や交友についての私小説的な題材を自虐を交えながら描いており、当時の有名・人気漫画家が落稿する都度、作者が4コマ漫画を代理原稿として描かざるを得ず、漫画家生活において常に野球の敗戦処理投手の様な立ち回りを強いられた為、フルタイムの仕事に就けず、結果として困窮せざるを得なかった事などを実名を挙げて暴露したりもしていた。
ヘヴィメタル・カルチャーやアメリカン・コミックを愛好しており、自身の作品にもそういったファンタジー的な要素が多分に含まれる。バトル漫画においては、主人公が変身して異形の怪物と戦うという内容のファンタジー漫画が多い。1990年代には勃興間もないプロレスのハードコア・レスリング観戦に傾注、FMWより分離したW★INGプロモーションを題材とした漫画を度々執筆しており、金村ゆきひろら所属選手にも「W★INGの漫画を描いてくれている人」として名が知られていたという。
作者の成人向け漫画に極めて特徴的な点として、女性への過激な陵辱描写が挙げられる。本人によれば、幼少時に姉からの虐待を受けたトラウマが関係しているという。
DLsiteの一水社による作品紹介文によると、作者は少なくともホラー系バイオレンスエロ劇画、美少女くノ一ギャグ漫画、動物4コマ漫画、ロリコン陵辱中出し漫画の4度に渡り作風の大きな転換を繰り返し、その都度ジャンルとしてのブームを起こして破滅の窮地から復活しては、エピゴーネンの台頭による自身の人気低迷と共に再び困窮生活に戻っていくという破天荒な人生を送ってきたとしている。特に、1996年2月に同社から発売された「いれちゃえ!」は、当時同社の倉庫番のアルバイトをしながら作品を執筆していた作者が人員整理で解雇される折、それまで同社のアンソロジー誌等で散発的に掲載されていた作品を集め、退職金代わりに出版したところ、数回の増刷がかかるなど版元の予想を越える売れ行きとなったとしており、作者がその後のエロ漫画における膣内射精描写が表現技法として定着していく上での火付け役でもあったと述べられている。

## 作品リスト
「ゴブリン森口」名義
1. 『狂ったいけにえ』 1986年12月15日[4]、辰巳出版
2. 『狂気の感染源』 1987年6月初版発行[4]、壱番館書房〈Comic pack〉、ISBN 4-7546-5176-6
3. 『スラッシャー』 1988年10月10日[4]、東京三世社
4. 『哈っ哈ー哈っ!!』 1987年6月15日[5]、一水社〈いずみコミックス〉
5. 『いきなりバカ』 1988年1月15日[5]、一水社〈いずみコミックス〉
6. 『ガンバレくノ一恵子』 1988年3月15日[5]、一水社〈いずみコミックス〉

「ゴブリン」名義
1. 『いれちゃえ!』 1996年1月発売、一水社〈いずみコミックス〉、ISBN 4-87076-228-5
2. 『だしちゃえ!』 1997年9月発売、一水社〈いずみコミックス〉、ISBN 978-4-87076-258-9
3. 『なかだし』 1998年5月発売、桜桃書房〈EXCOMICS〉、ISBN 4-7567-0722-X
4. 『やっちゃえ!』 1998年5月発売、一水社〈いずみコミックス〉、ISBN 4-87076-348-6
5. 『体内発射』 1998年8月発売、桜桃書房〈EXCOMICS〉、ISBN 4-7567-0732-7
6. 『無理やり』 1998年12月発売、一水社〈いずみコミックス〉、ISBN 4-87076-365-6
7. 『ブチ込め!』 1999年10月発売、一水社〈いずみコミックス〉、ISBN 4-87076-402-4
8. 『シマリスマンガ日誌』 1999年10月初版発行、たちばな出版、ISBN 4-8133-1173-3
9. 『玩具』 1999年12月3日発売[6]、ティーアイネット〈MUJIN COMICS〉、ISBN 4-88774-006-9
10. 『しゃぶれ!』 2000年10月発売、一水社〈いずみコミックス〉、ISBN 4-87076-440-7
11. 『汁姫』 2000年12月8日発売[7]、ティーアイネット〈MUJIN COMICS〉、ISBN 4-88774-028-X
12. 『男根島』 2002年1月11日発売[8]、ティーアイネット〈MUJIN COMICS〉、ISBN 4-88774-058-1
13. 『淫虐 鬼ヶ島』 2002年9月6日発売[9]、ティーアイネット〈MUJIN COMICS〉、ISBN 4-88774-075-1
14. 『汁まみれ』 2003年9月5日発売[10]、ティーアイネット〈MUJIN COMICS〉、ISBN 4-88774-101-4
15. 『孕ませろ!!』 2004年5月発売、一水社〈いずみコミックス〉、ISBN 4-87076-567-5
16. 『爆乳強制輪姦』 2004年10月発売、ジェーシー出版〈ジェーシーコミックス〉、ISBN 4-901858-34-3
17. 『完全中出しマニュアル』 2005年9月24日発売[11]、一水社〈いずみコミックス〉、ISBN 4-87076-613-2

- ダウンロード販売
  - 仁王 ～NI-O～（エアロイド仁王）
  - 貧乏の鉄人1
  - 男色先生
  - 最凶プロレスW☆ING1
  - W☆INGプロレス4コマ漫画集
  - ゴブリン4コマ漫画パック（『TOKO&極楽丸』と内容の重複あり）
  - TOKO&極楽丸
  - うーちゃん2&いにしえの人々2
  - Slave Dool 1～4